# Епархия Цзяина
 Епархия Цзяина  (лат. Dioecesis Chiaimensis) — епархия Римско-Католической церкви с центром в городе Мэйчжоу, Китай. Епархия Мэйчжоу входит в митрополию Гуанчжоу. Кафедральным собором епархии Шаньтоу является церковь Святого Семейства в городе Мэйчжоу.

## История
20 февраля 1929 года Римский папа Пий XI издал бреве «Pastorale officium», которым учредил апостольскую префектуру Цзяина, выделив её из апостольского викариата Шаньтоу (сегодня — Епархия Шаньтоу). 18 июня 1935 года Римский папа Пий XI издал буллу «Etsi inter», которой преобразовал апостольскую префектуру Цзяина в апостольский викариат.
11 апреля 1946 года Римский папа Пий XII издал буллу «Quotidie Nos», которой преобразовал апостольский викариат Цзяина в епархию.

## Ординарии епархии
- епископ Francis Xavier Ford (28.04.1929 — 21.02.1952)
  - Sede vacante (c 21.02.1952 — по настоящее время)

## Источник
- Annuario Pontificio, Libreria Editrice Vaticana, Città del Vaticano, 2003, ISBN 88-209-7422-3
- Бреве Pastorale officium, AAS 21 (1929), стр. 586  (лат.)
- булла Etsi inter, AAS 28 (1936), стр. 99  (лат.)
- Булла Quotidie Nos, AAS 38 (1946), стр. 301  (лат.)